# Władysław Gołąb

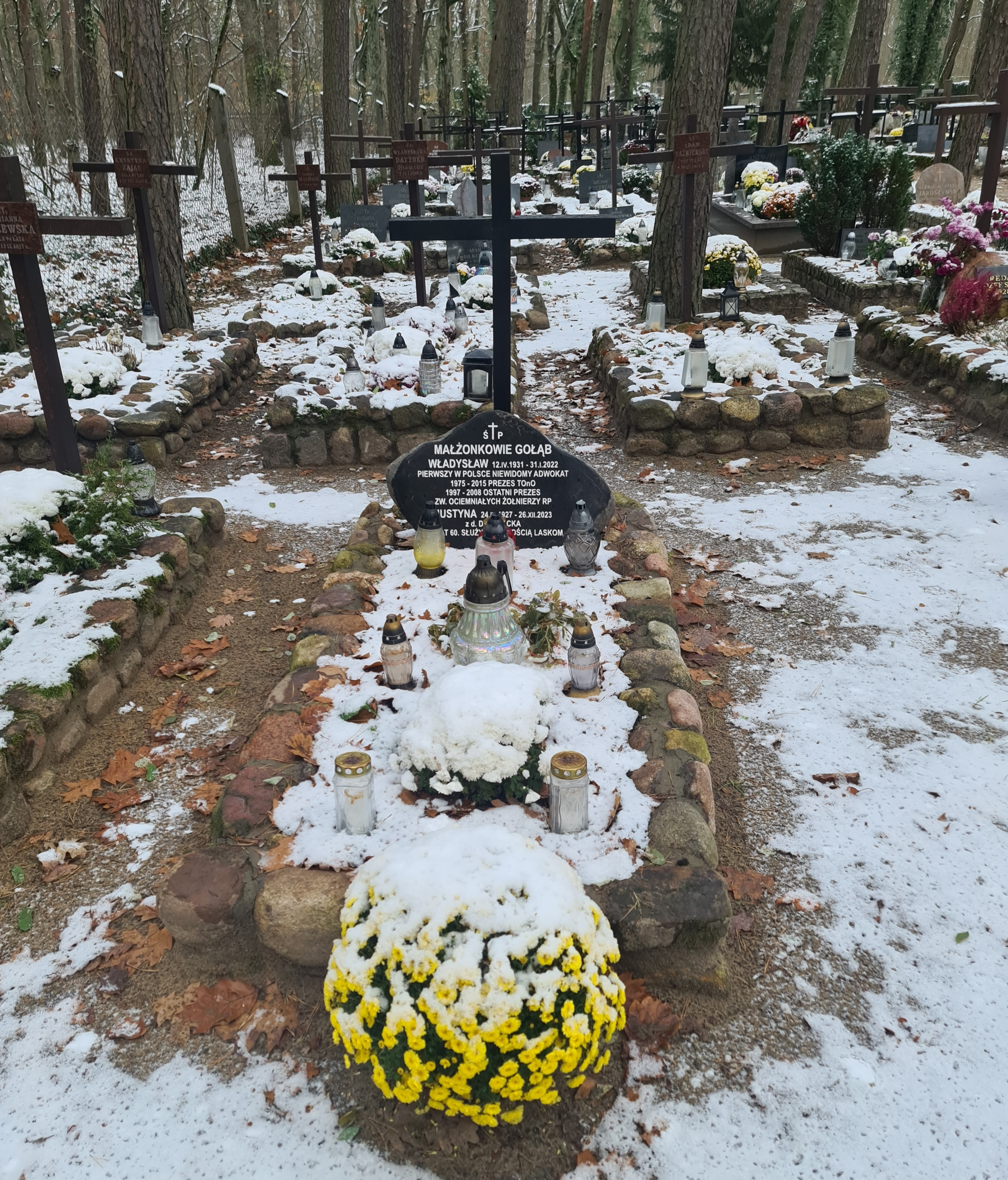
Grób Władysława Gołąba i jego żony na cmentarzu leśnym w Laskach

Władysław Lucjan Gołąb (ur. 12 kwietnia 1931 w Sulejowie, zm. 31 stycznia 2022) – polski prawnik, adwokat, działacz społeczny, wieloletni prezes Towarzystwa Opieki nad Ociemniałymi w Laskach.

## Życiorys
W trakcie II wojny światowej wybuch miny z 19 listopada 1944 doprowadził do utraty przez niego wzroku. Ukończył studia na Wydziale Prawa Uniwersytetu Łódzkiego. W 1955 zdał egzamin adwokacki i uzyskał uprawnienia adwokata jako pierwsza osoba niewidoma w Polsce. Praktykował m.in. jako radca prawny w Polskim Związku Niewidomych.
Od drugiej połowy lat 40. działa na rzecz środowiska niewidomych, zaczynając od funkcji kierownika kursów ds. walki z analfabetyzmem. Brał udział w tworzeniu Związku Spółdzielni Niewidomych. Od 1958 publikował artykuły na tematy prawnicze i społeczne m.in. w „Tygodniku Powszechnym”, „Więzi” oraz pismach branżowych, przez ponad trzydzieści pięć lat zajmował się redagowaniem „Encyklopedii prawa”, periodyku skierowanego do osób niewidomych i słabowidzących. W 1956 został działaczem Polskiego Związku Niewidomych, był m.in. członkiem prezydium zarządu głównego tej organizacji (1969–1973). Związany również ze Związkiem Ociemniałych Żołnierzy RP, w 1997 powołano go na prezesa zarządu głównego ZOŻ. W latach 1997–2004 był wiceprezydentem Międzynarodowego Kongresu Ociemniałych Inwalidów Wojennych. Od końca lat 50. współpracował z Towarzystwem Opieki nad Ociemniałymi w Laskach. W 1973 wszedł do zarządu, a w 1975 wybrano go na prezesa tej instytucji. W okresie jego prezesury nastąpił rozwój infrastruktury Ośrodka Szkolno-Wychowawczego dla Dzieci Niewidomych im. Róży Czackiej w Laskach, m.in. po 1990 powstały Szkoła Podstawowa Specjalna w Rabce-Zdroju, Dom Małego Niewidomego Dziecka w Warszawie, a także liczne obiekty w samych Laskach. Przez wiele lat prowadził wykłady, seminaria i konferencje poświęcone w szczególności prawom osób niepełnosprawnych.
Został pochowany na cmentarzu leśnym w Laskach.

## Życie prywatne
Mąż Justyny Gołąb, ojciec trojga dzieci.

## Odznaczenia i wyróżnienia
W 2012, za wybitne zasługi w podejmowanej z pożytkiem dla kraju pracy zawodowej i działalności społecznej na rzecz osób niewidomych i słabowidzących, został przez prezydenta Bronisława Komorowskiego odznaczony Krzyżem Komandorskim z Gwiazdą Orderu Odrodzenia Polski.
W 2004 za działalność na rzecz osób niepełnosprawnych otrzymał Medal Świętego Brata Alberta. W 2011 Władysław Gołąb i jego żona Justyna zostali wyróżnieni tytułami honorowych obywateli Podkowy Leśnej.